# Odd Man Out (filme)
Odd Man Out é um filme britânico de 1947, do gênero policial, dirigido por Carol Reed e estrelado por James Mason e Robert Newton.